# Carlito Rocha
Carlos Martins da Rocha ou Carlito Rocha, (Rio de Janeiro, 11 de novembro de 1894 — Rio de Janeiro, 12 de março de 1981), foi um futebolista, treinador e dirigente de futebol brasileiro. Campeão carioca em 1912 (como jogador) e em 1935 (como técnico) pelo Botafogo.

## Biografia
Considerado por muitos como um dos maiores botafoguenses de todos os tempos, nasceu em 1894, ano da fundação do Club de Regatas Botafogo, e ainda jovem, já defendia a camisa do Botafogo Football Club. Arrebatado, em 7 de setembro de 1918, acometido de pneumonia e sob intensa febre, entra em campo para enfrentar o América, o que lhe provocou um estado de coma e longo período de convalescença.

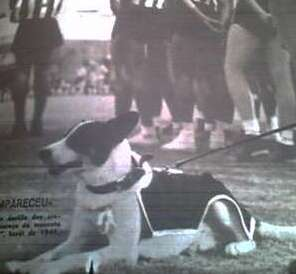
O Mascote Biriba, que virou símbolo do clube na presidência de Carlito Rocha

Foi atleta exemplar e dirigente denodado, tendo recebido todos os títulos e homenagens que o clube outorga a seus maiores. Presidente do Botafogo de 1948 a 1951, foi o grande líder da conquista do Campeonato Carioca de 1948. Pode ser considerado o iniciador das crendices e superstições botafoguenses. Fez de um cachorrinho mascote, o célebre Biriba, e em dias de jogos, para afastar a má sorte, mandava dar nós nas cortinas da sede.

Carlito Rocha

Em 1957, poucos dias antes da final do campeonato carioca entre Botafogo e Fluminense, Carlito Rocha relatou aos jornais da época que ''Deus lhe anunciara a vitória do Botafogo'', após a realização da final quando o Botafogo venceu por 6-2, o episódio virou uma crônica de Nelson Rodrigues com o nome ''O Deus de Carlito''.
Nos anos 1970, com mais de 80 anos, Carlito foi a General Severiano tentar impedir a venda da sede:
"O Botafogo não pode sair daqui, o Botafogo é o maior clube do Brasil, é uma instituição nacional. Eu só peço uma coisa, não decidam nada, me dêem apenas 15 dias que eu resolvo, vou ao presidente da república, exponho tudo. O Botafogo não pode sair daqui, esse chão é nosso, é a vida do clube."— Carlito Rocha

## Títulos

### Como jogador
- Campeonato Carioca de 1912[1]

### Como treinador
- Campeonato Carioca de 1935[1]

### Como dirigente
- Campeonato Carioca de 1948[1]
- Torneio Municipal: 1951

## Morte
Morreu em 1981, em decorrência de problemas cardiovasculares e renais.